# Alpi del Mangfall
Le Alpi del Mangfall (in tedesco Mangfallgebirge) sono una sottosezione delle Alpi Bavaresi.
Si trovano in Germania (Baviera) e, marginalmente in Austria (Tirolo). Prendono il nome dal Mangfall, fiume dalla Baviera.

## Classificazione
Secondo la SOIUSA le Alpi del Mangfall sono una sottosezione alpina con la seguente classificazione:
- Grande parte = Alpi Orientali
- Grande settore = Alpi Nord-orientali
- Sezione = Alpi Bavaresi
- Sottosezione = Alpi del Mangfall
- Codice = II/B-22.V

Secondo l'AVE, insieme con le Alpi del Wallgau, prendono il nome di Bayerischen Voralpen (Prealpi Bavaresi) e costituiscono il gruppo n. 7b di 75 nelle Alpi Orientali.

## Delimitazioni
Le Alpi del Mangfall:
- a nord si stemperano nelle colline bavaresi;
- ad est confinano con le Alpi del Chiemgau (nella stessa sezione alpina) e separate dal corso del fiume Inn;
- a sud-est confinano con i Monti del Kaiser (nelle Alpi Calcaree Nordtirolesi e separate dal corso del fiume Inn;
- a sud confinano con le Alpi di Brandenberg (nelle Alpi Calcaree Nordtirolesi);
- a sud-ovest confinano con i Monti del Karwendel (nelle Alpi Calcaree Nordtirolesi) e separate dal corso del fiume Achen Tirolese;
- ad ovest confinano con le Alpi del Wallgau (nella stessa sezione alpina) e separate dal corso del fiume Isar.

## Suddivisione
Si suddividono in due supergruppi e cinque gruppi (tra parentesi i codici SOIUSA dei supergruppi, gruppi e sottogruppi):
- Monti del Tegernsee (A)[1]
  - Gruppo del Blauberg (A.1)
    - Costiera Blauberg-Schinder (A.1.a)
    - Catena Risserkogel-Wallberg (A.1.b)

  - Gruppo del Roßstein (A.2)
    - Catena Roßstein-Schonberg (A.2.a)
    - Catena dell'Hirschberg (A.2.b)
    - Catena del Fockenstein (A.2.c)
- Monti dello Schliersee i.s.a. (B)[2]
  - Monti dello Schliersee in senso stretto (B.3)
    - Catena Brecherspitze-Bondenschned (B.3.a)
    - Promontori dello Schliersee (B.3.b)
      - Promontori occidentali dello Schliersee(B.3.b/a)
      - Costiera Schliersberg-Hirschgröhrkopf (B.3.b/b)

  - Gruppo Sonnwend-Rotwand (B.4)
    - Gruppo del Rotwand (B.4.a)
    - Gruppo del Sonnwend (B.4.b)
      - Costiera dell'Hinteres Sonnwendjoch (B.4.b/a)
      - Costiera del Frechjoch-Veitsberg (B.4.b/b)

  - Gruppo del Wendelstein (B.5)
    - Catena Trainsjoch-Traithen (B.5.a)
      - Costiera del Trainsjoch (B.5.a/a)
      - Costiera del Traithen (B.5.a/b)

    - Catena principale del Wendelstein (B.5.b)
    - Promontori nord-orientali del Wendelstein (B.5.c)
      - Costiera Ebelkopf-Sterneck (B.5.c/a)
      - Costiera Hochsalwand-Farrenpoint (B.5.c/b)
      - Costiera Dümpfel-Schortenkopf (B.5.c/c)
      - Gruppo del Riesenberg (B.5.c/d)

## Montagne

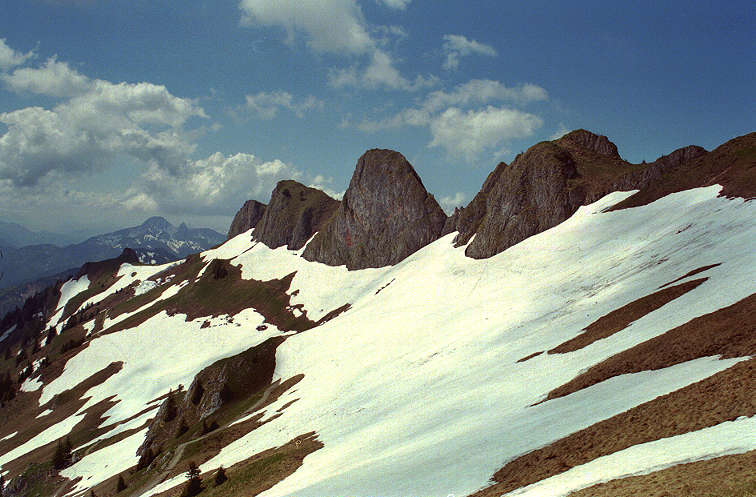
Il Rotwand

- Hinteres Sonnwendjoch - 1.986 m
- Rotwand - 1.884 m
- Blauberge - 1.862 m
- Risserkogel - 1.826 m
- Schinder - 1.808 m
- Roßstein - 1.698 m
- Fockenstein - 1.564 m
- Leonhardstein - 1.452 m